# Leigh Bromby
Leigh David Bromby, född 2 juni 1980 i Dewsbury i England, är en engelsk professionell ungdomstränare i Leeds United. Han är en före detta fotbollsspelare och försvarsspelare för Leeds och har dessutom spelat i Sheffield Wednesday, Watford och Sheffield United innan han köptes av Leeds 2009.